# El Jowania
El Jowania (né Joël Lawani) est un auteur-compositeur-interprète de salsa béninois, originaire de Porto-Novo, natif d'Athiémé.

## Éléments biographiques
Il entame sa carrière musicale en 1969. Il obtient un certificat d'aptitude professionnelle en musique en 1981. Accompagné de plusieurs groupes, dont entre autres, Black Santiago, les Commandos, et les Volcans de la gendarmerie nationale, il interprète des chansons engagées.
Il s'est éteint le mardi 11 septembre 2012,.

## Albums
En 1977 sort son premier album Akpé (merci en langue nationale mina).
En 2000, il sort l'album Missan Baïlar avec le groupe "Salsa Africa Mania", avec les titres suivants :
1. Avalou
2. Missan bailar
3. Sehui
4. Afrique verte
5. Le messie
6. Ye!
7. Iwonikan
8. Que je t'aime (reprise de Johnny Hallyday, version salsa)
9. Los casados
10. Salsa medley
11. Assouka
12. Pas un voyou

En 2007 sort son sixième album Destin, produit par André Quenum (Musigerm), accompagné par Joselito, Martial et Magloire Ahouandjinou, Daniel Guèdègbé, Bonito Assogba et d'autres.